# Volta à Romandia de 2014
A 68.ª edição da competição ciclista Volta à Romandia, disputou-se na Suíça desde 29 de abril ao 4 de maio de 2014.
Contou com um prólogo inicial e cinco etapas. A 3.ª foi a etapa rainha, onde deveram ascender quatro portos de montanha de primeira categoria e a última foi uma contrarrelógio de 18,5 km.
A corrida fez parte do UCI World Tour de 2014, sendo a décima quarta competição de dito calendário.
O ganhador por segundo ano consecutivo foi o britânico Chris Froome, quem ademais se fez com a contrarrelógio final. foi acompanhado no pódio por Simon Špilak (Katusha) e Rui Costa (Lampre-Merida).
Nas classificações secundárias venceram Johann Tschopp (montanha), Martin Kohler (sprints), Jesús Herrada (jovens) y Movistar (equipas).

## Equipas participantes
Participaram 19 equipas: os 18 de categoria UCI Pro Team (ao ser obrigatória sua participação) e um de categoria Profissional Continental mediante convite da organização (IAM Cycling). A cada conjunto esteve formado por 8 corredores, formando assim um pelotão de 152 ciclistas, dos que finalizaram 122.
| Equipa                               | Cód. UCI | Categoria                |
| ------------------------------------ | -------- | ------------------------ |
| AG2R La Mondiale                     | ALM      | UCI Pro Team             |
| Astana Pro Team                      | AST      | UCI Pro Team             |
| Belkin-Pro Cycling Team              | BEL      | UCI Pro Team             |
| BMC Racing Team                      | BMC      | UCI Pro Team             |
| Cannondale                           | CAN      | UCI Pro Team             |
| Fdj.fr                               | FDJ      | UCI Pro Team             |
| Garmin Sharp                         | GRS      | UCI Pro Team             |
| Lampre-Merida                        | LAM      | UCI Pro Team             |
| Lotto Belisol                        | LTB      | UCI Pro Team             |
| Movistar Team                        | MOV      | UCI Pro Team             |
| Omega Pharma-Quick Step Cycling Team | OPQ      | UCI Pro Team             |
| Orica GreenEDGE                      | OGE      | UCI Pro Team             |
| Team Europcar                        | EUC      | UCI Pro Team             |
| Team Giant-Shimano                   | GIA      | UCI Pro Team             |
| Team Katusha                         | KAT      | UCI Pro Team             |
| Team Sky                             | SKY      | UCI Pro Team             |
| Tinkoff-Saxo                         | TCS      | UCI Pro Team             |
| Trek Factory Racing                  | TFR      | UCI Pro Team             |
| IAM Cycling                          | IAM      | Profissional Continental |

## Etapas

### Prólogo:29 de abrilde2014.Ascona-Ascona, 5,57 km
|   | Ciclista           | Equipa                  | Tempo      |
| - | ------------------ | ----------------------- | ---------- |
| 1 | Michał Kwiatkowski | Omega Pharma-Quick Step | 6 min 22 s |
| 2 | Rohan Dennis       | Garmin-Sharp            | a 4 s      |
| 3 | Marcel Kittel      | Giant-Shimano           | m.t.       |
| 4 | Giacomo Nizzolo    | Trek Factory Racing     | m.t.       |
| 5 | Tony Martin        | Omega Pharma-Quick Step | m.t.       |

|   | Ciclista           | Equipa                  | Tempo      |
| - | ------------------ | ----------------------- | ---------- |
| 1 | Michał Kwiatkowski | Omega Pharma-Quick Step | 6 min 22 s |
| 2 | Rohan Dennis       | Garmin-Sharp            | a 4 s      |
| 3 | Marcel Kittel      | Giant-Shimano           | m.t.       |
| 4 | Giacomo Nizzolo    | Trek Factory Racing     | m.t.       |
| 5 | Tony Martin        | Omega Pharma-Quick Step | m.t.       |

### 1.ª Etapa:30 de abrilde2014.Brigerbad[8]-Sion, 88,6 km
|   | Ciclista             | Equipa          | Tempo           |
| - | -------------------- | --------------- | --------------- |
| 1 | Michael Albasini     | Orica GreenEDGE | 2 h 11 min 11 s |
| 2 | Jesús Herrada        | Movistar        | m.t.            |
| 3 | Ramūnas Navardauskas | Garmin Sharp    | m.t.            |
| 4 | Maxim Iglinskiy      | Astana          | m.t.            |
| 5 | Andrew Talansky      | Garmin Sharp    | m.t.            |

|   | Ciclista             | Equipa                  | Tempo           |
| - | -------------------- | ----------------------- | --------------- |
| 1 | Michał Kwiatkowski   | Omega Pharma-Quick Step | 2 h 17 min 33 s |
| 2 | Michael Albasini     | Orica GreenEDGE         | a 5 s           |
| 3 | Ramūnas Navardauskas | Garmin Sharp            | m.t.            |
| 4 | Jesús Herrada        | Movistar                | m.t.            |
| 5 | Matthias Brändle     | IAM                     | a 7 s           |

### 2.ª Etapa:1 de maiode2014.Sion-Montreux, 166,5 km
|   | Ciclista           | Equipa                  | Tempo           |
| - | ------------------ | ----------------------- | --------------- |
| 1 | Michael Albasini   | Orica GreenEDGE         | 4 h 12 min 22 s |
| 2 | Tony Hurel         | Europcar                | m.t.            |
| 3 | Giacomo Nizzolo    | Trek Factory Racing     | m.t.            |
| 4 | Alexey Tsatevitch  | Katusha                 | m.t.            |
| 5 | Michał Kwiatkowski | Omega Pharma-Quick Step | m.t.            |

|   | Ciclista             | Equipa                  | Tempo           |
| - | -------------------- | ----------------------- | --------------- |
| 1 | Michael Albasini     | Orica GreenEDGE         | 6 h 29 min 50 s |
| 2 | Michał Kwiatkowski   | Omega Pharma-Quick Step | a 5 s           |
| 3 | Ramūnas Navardauskas | Garmin Sharp            | a 10 s          |
| 4 | Jesús Herrada        | Movistar                | a 11 s          |
| 5 | Matthias Brändle     | IAM                     | a 12 s          |

### 3.ª Etapa:2 de maiode2014.Le Bouveret-Aigle, 180,2 km
|   | Ciclista        | Equipa        | Tempo           |
| - | --------------- | ------------- | --------------- |
| 1 | Simon Špilak    | Katusha       | 5 h 09 min 23 s |
| 2 | Chris Froome    | Sky           | m.t.            |
| 3 | Rui Costa       | Lampre-Merida | a 57 s          |
| 4 | Jakob Fuglsang  | Astana        | m.t.            |
| 5 | Beñat Intxausti | Movistar      | m.t.            |

|   | Ciclista        | Equipa        | Tempo            |
| - | --------------- | ------------- | ---------------- |
| 1 | Simon Špilak    | Katusha       | 11 h 39 min 25 s |
| 2 | Chris Froome    | Sky           | a 1 s            |
| 3 | Rui Costa       | Lampre-Merida | a 1 min 02 s     |
| 4 | Vincenzo Nibali | Astana        | a 1 min 06 s     |
| 5 | Mathias Frank   | IAM           | a 1 min 10 s     |

### 4.ª Etapa:3 de maiode2014.Friburgo-Friburgo, 174 km
|   | Ciclista         | Equipa                  | Tempo          |
| - | ---------------- | ----------------------- | -------------- |
| 1 | Michael Albasini | Orica GreenEDGE         | 4h 14 min 21 s |
| 2 | Thomas Voeckler  | Europcar                | m.t.           |
| 3 | Jan Bakelants    | Omega Pharma-Quick Step | m.t.           |
| 4 | Davide Apollonio | AG2R La Mondiale        | a 9 s          |
| 5 | Anthony Roux     | Fdj.fr                  | a 9 s          |

|   | Ciclista        | Equipa        | Tempo            |
| - | --------------- | ------------- | ---------------- |
| 1 | Simon Špilak    | Katusha       | 15 h 53 min 55 s |
| 2 | Chris Froome    | Sky           | a 1 s            |
| 3 | Rui Costa       | Lampre-Merida | a 1 min 2 s      |
| 4 | Vincenzo Nibali | Astana        | a 1 min 6 s      |
| 5 | Mathias Frank   | IAM           | a 1 min 10 s     |

### 5.ª Etapa:4 de maiode2014.Neuchâtel-Neuchâtel, 18,5 km
|   | Ciclista       | Equipa                  | Tempo       |
| - | -------------- | ----------------------- | ----------- |
| 1 | Chris Froome   | Sky                     | 24 min 51 s |
| 2 | Tony Martin    | Omega Pharma-Quick Step | a 1 s       |
| 3 | Jesse Sergent  | Trek Factory Racing     | a 8 s       |
| 4 | Rigoberto Urán | Omega Pharma-Quick Step | a 15 s      |
| 5 | Íon Izagirre   | Movistar                | a 20 s      |

|   | Ciclista        | Equipa        | Tempo            |
| - | --------------- | ------------- | ---------------- |
| 1 | Chris Froome    | Sky           | 16 h 18 min 46 s |
| 2 | Simon Špilak    | Katusha       | a 28 s           |
| 3 | Rui Costa       | Lampre-Merida | a 1 min 32 s     |
| 4 | Mathias Frank   | IAM Cycling   | a 1 min 44 s     |
| 5 | Vincenzo Nibali | Astana        | a 1 min 48 s     |

## Classificações finais

### Classificação geral
| Posição | Ciclista        | Equipa        | Tempo            |
| ------- | --------------- | ------------- | ---------------- |
|         | Chris Froome    | Sky           | 16 h 18 min 46 s |
| 2       | Simon Špilak    | Katusha       | a 28 s           |
| 3       | Rui Costa       | Lampre-Merida | a 1 min 32 s     |
| 4       | Mathias Frank   | IAM           | a 1 min 44 s     |
| 5       | Vincenzo Nibali | Astana        | a 1 min 48 s     |
| 6       | Beñat Intxausti | Movistar      | a 1 min 52 s     |
| 7       | Jakob Fuglsang  | Astana        | a 1 min 56 s     |
| 8       | Íon Izagirre    | Movistar      | a 2 min 07 s     |
| 9       | Jesús Herrada   | Movistar      | a 2 min 15 s     |
| 10      | Thibaut Pinot   | Fdj.fr        | a 2 min 31 s     |

### Classificação por pontos
| Posição | Ciclista          | Equipa           | Pontos |
| ------- | ----------------- | ---------------- | ------ |
|         | Martin Kohler     | BMC Racing       | 12     |
| 2       | Alexis Vuillermoz | AG2R La Mondiale | 10     |
| 3       | Vincenzo Nibali   | Astana           | 6      |

### Classificação da montanha
| Posição | Ciclista           | Equipa   | Pontos |
| ------- | ------------------ | -------- | ------ |
|         | Johann Tschopp     | IAM      | 30     |
| 2       | Cyril Gautier      | Europcar | 28     |
| 3       | Christopher Froome | Sky      | 12     |

### Melhor Jovem
| Posição | Ciclista       | Equipa       | Pontos             |
| ------- | -------------- | ------------ | ------------------ |
|         | Jesús Herrada  | Movistar     | a 16 h 21 min 01 s |
| 2       | Thibaut Pinot  | Fdj.fr       | a 16 s             |
| 3       | Edward Beltrán | Tinkoff-Saxo | a 10 min 50 s      |

### Classificação por equipas
| Posição | Equipa   | Tempo           |
| ------- | -------- | --------------- |
|         | Movistar | 49 h 2 min 34 s |
| 2       | IAM      | a 2 minha 48 s  |
| 3       | Astana   | a 7 min s       |

## Evolução das classificações
| Etapa (Vencedor)                   | Classificação geral | Classificação da montanha | Classificação dos sprints | Classificação dos jovens | Classificação por equipas |
| ---------------------------------- | ------------------- | ------------------------- | ------------------------- | ------------------------ | ------------------------- |
| Prologo (CRI) (Michał Kwiatkowski) | Michał Kwiatkowski  | não se entregou           | não se entregou           | Michał Kwiatkowski       | Omega Pharma-Quick Step   |
| 1.ª etapa (Michael Albasini)       | Michał Kwiatkowski  | Johann Tschopp            | Vincenzo Nibali           | Michał Kwiatkowski       | Omega Pharma-Quick Step   |
| 2.ª etapa (Michael Albasini)       | Michael Albasini    | Johann Tschopp            | Martin Kohler             | Michał Kwiatkowski       | Omega Pharma-Quick Step   |
| 3.ª etapa (Simon Špilak)           | Simon Špilak        | Johann Tschopp            | Martin Kohler             | Jesús Herrada            | Movistar                  |
| 4.ª etapa (Michael Albasini)       | Simon Špilak        | Johann Tschopp            | Martin Kohler             | Jesús Herrada            | Movistar                  |
| 5.ª etapa (CRI) (Chris Froome)     | Chris Froome        | Johann Tschopp            | Martin Kohler             | Jesús Herrada            | Movistar                  |
| Final                              | Chris Froome        | Johann Tschopp            | Martin Kohler             | Jesús Herrada            | Movistar                  |

## UCI World Tour
O Tour da Romandia outorgou pontos para o UCI World Tour de 2014, somente para corredores de equipas UCI Pro Team. As seguintes tabelas são o barómetro de pontuação e os corredores que obtiveram pontos:
| Posição             | 1º  | 2º | 3º | 4º | 5º | 6º | 7º | 8º | 9º | 10º |
| Classificação geral | 100 | 80 | 70 | 60 | 50 | 40 | 30 | 20 | 10 | 4   |
| Por etapa           | 6   | 4  | 2  | 1  | 1  |    |    |    |    |     |

| Ciclista           | Equipa                  | Pontos |
| ------------------ | ----------------------- | ------ |
| Chris Froome       | Sky                     | 110    |
| Simon Špilak       | Katusha                 | 86     |
| Rui Costa          | Movistar                | 72     |
| Vincenzo Nibali    | Astana                  | 50     |
| Beñat Intxausti    | Movistar                | 41     |
| Jakob Fuglsang     | Astana                  | 31     |
| Íon Izagirre       | Movistar                | 21     |
| Michael Albasini   | Orica GreenEDGE         | 18     |
| Jesús Herrada      | Movistar                | 14     |
| Michał Kwiatkowski | Omega Pharma-Quick Step | 7      |

| Resto de corredores  | Resto de corredores     | Resto de corredores | Resto de corredores |
| -------------------- | ----------------------- | ------------------- | ------------------- |
| Ciclista             | Equipa                  | Pontos              |                     |
| Tony Martin          | Omega Pharma-Quick Step | 5                   |                     |
| Rohan Dennis         | Garmin Sharp            | 4                   |                     |
| Tony Hurel           | Europcar                | 4                   |                     |
| Thibaut Pinot        | Fdj.fr                  | 4                   |                     |
| Thomas Voeckler      | Europcar                | 4                   |                     |
| Giacomo Nizzolo      | Trek Factory Racing     | 3                   |                     |
| Jan Bakelants        | Omega Pharma-Quick Step | 2                   |                     |
| Marcel Kittel        | Giant-Shimano           | 2                   |                     |
| Ramūnas Navardauskas | Garmin Sharp            | 2                   |                     |
| Jesse Sergent        | Trek Factory Racing     | 2                   |                     |
| Davide Appollonio    | AG2R La Mondiale        | 1                   |                     |
| Maxim Iglinskiy      | Astana                  | 1                   |                     |
| Anthony Roux         | Fdj.fr                  | 1                   |                     |
| Andrew Talansky      | Garmin Sharp            | 1                   |                     |
| Alexey Tsatevitch    | Katusha                 | 1                   |                     |
| Rigoberto Urán       | Omega Pharma-Quick Step | 1                   |                     |